# Joan Caulfield
Pour les articles homonymes, voir Caulfield.
Joan Caulfield est une actrice américaine née le 1er juin 1922 à West Orange (New Jersey) et morte le 18 juin 1991 à Los Angeles (Californie).

## Filmographie
- 1945 : La Taverne de la folie (Duffy's Tavern) de  Hal Walker : elle-même
- 1946 : Le Bel Espoir (Miss Susie Slagle's) de John Berry : Margaretta Howe
- 1946 : Le Joyeux Barbier (Monsieur Beaucaire) de George Marshall : Mimi
- 1946 : La Mélodie du bonheur (Blue Skies) de Stuart Heisler : Mary O'Hara
- 1947 : Le Fiancé de ma fiancée (Dear Ruth) de William D. Russell : Ruth Wilkins
- 1947 : Le Docteur et son toubib (Welcome Stranger) d'Elliott Nugent : Trudy Mason
- 1947 : Hollywood en folie (Variety Girl) de George Marshall : elle-même
- 1947 : Le crime était presque parfait (The Unsuspected) de Michael Curtiz : Matilda Frazier
- 1948 : Deux Sacrées Canailles (The Sainted Sisters) de William D. Russell : Jane Stanton
- 1948 : Haute Pègre (Larceny) de  George Sherman : Deborah Owens Clark
- 1949 : Le Démon du logis (Dear Wife) de Richard Haydn : Ruth Seacroft
- 1950 : La Scandaleuse Ingénue (The Petty Girl) d'Henry Levin  : Victoria Braymore
- 1952 : The Lady Says No de Frank Ross : Dorinda Hatch
- 1955 : La Mousson (The Rains of Ranchipur) de Jean Negulesco : Fern Simon
- 1963 : Les Ranchers du Wyoming (Cattle King) de Tay Garnett : Sharleen Travers
- 1967 : Fort Bastion ne répond plus (Red Tomahawk) de R. G. Springsteen : Dakota Lil McCoy
- 1968 : Le Pistolero de l'enfer (Buckskin) de Michael D. Moore : Nora Johnson
- 1973 : The Daring Dobermans de Byron Chudnow : Claudia
- 1976 : Pony Express Rider (en) de Robert Totten : Charlotte